# Coronosauria
Die Coronosauria sind ein Taxon der Dinosaurier innerhalb der Ceratopsia.
In dieser Gruppe, die von Paul Sereno 1986 definiert wurde, werden die höher entwickelten Vertreter der Ceratopsia zusammengefasst, unter anderem die Protoceratopsidae, die Leptoceratopsidae und die Ceratopsidae.
Zu den Merkmalen dieser Gruppe zählt, dass der vor der Augenhöhle gelegene Teil des Schädels verlängert ist und mehr als die Hälfte der Länge des eigentlichen Schädels (ohne Nackenschild) ausmacht. Der Atlas, der Axis und weitere Halswirbel sind verschmolzen (syncervical), um das Gewicht des vergrößerten Kopfes besser zu tragen. Wie alle Ceratopsia sind sie durch die schmale, schnabelartige Schnauze aus Rostralknochen und Praedentale charakterisiert. Sie weisen einen aus Scheitel- und Schuppenbein bestehenden Nackenschild auf. Wie alle Ceratopsia waren sie Pflanzenfresser.
Sämtliche Funde der Coronosauria stammen aus der Oberkreide (vor ca. 94 bis 66 Millionen Jahren) und wurden in Ostasien sowie Nordamerika gefunden.
Die Coronosauria bilden zusammen mit einigen urtümlichen Vertretern (Archaeoceratops, Auroraceratops, Liaoceratops und Yamaceratops) das Taxon der Neoceratopsia innerhalb der Ceratopsia. Ein mögliches Kladogramm der Coronosauria (nach You & Dodson, 2004) sieht folgendermaßen aus:
|               | Leptoceratopsidae                                             |
|               |                                                               |
| Ceratopsoidea | \| \| Zuniceratops \| \| \| \| \| \| Ceratopsidae \| \| \| \| |
|               | \| \| Zuniceratops \| \| \| \| \| \| Ceratopsidae \| \| \| \| |
|               | Zuniceratops                                                  |
|               |                                                               |
|               | Ceratopsidae                                                  |
|               |                                                               |

|  | Zuniceratops |
|  |              |
|  | Ceratopsidae |
|  |              |

|               | Leptoceratopsidae                                             |
|               |                                                               |
| Ceratopsoidea | \| \| Zuniceratops \| \| \| \| \| \| Ceratopsidae \| \| \| \| |
|               | \| \| Zuniceratops \| \| \| \| \| \| Ceratopsidae \| \| \| \| |
|               | Zuniceratops                                                  |
|               |                                                               |
|               | Ceratopsidae                                                  |
|               |                                                               |

|  | Zuniceratops |
|  |              |
|  | Ceratopsidae |
|  |              |

Die innere Systematik der Coronosauria ist allerdings umstritten. Nach anderen Untersuchungen bilden die Leptoceratopsidae die basalere Gruppe und die Protoceratopsidae sind näher mit den Ceratopsidae verwandt.